# Orrmaesia dorsicosta
Orrmaesia dorsicosta é uma espécie de gastrópode do gênero Orrmaesia, pertencente a família Drilliidae.